# Chính sách thị thực của Kosovo
Chính sách thị thực của Kosovo nói về những yêu cầu đối với một người nước ngoài muốn đến Kosovo mà phải xin thị thực. Đó là giấy phép để được đến và ở lại Kosovo.

## Bản đồ chính sách thị thực

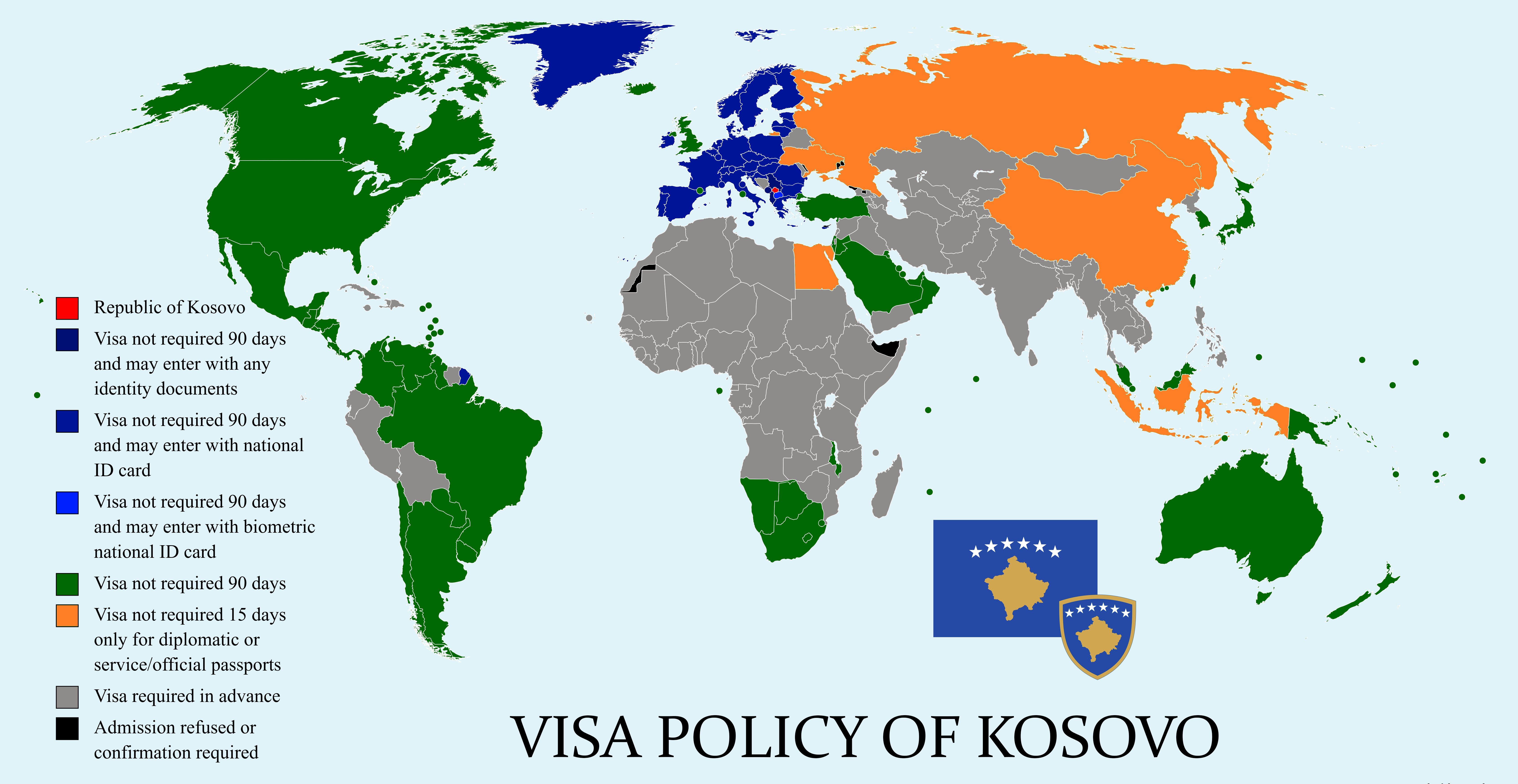
Chính sách thị thực Kosovo
Kosovo
Miễn thị thực với hộ chiếu phổ thông
Miễn thị thực với hộ chiếu ngoại giao hoặc công vụ
Cần xin thị thực

## Miễn thị thực
Từ ngày 1 tháng 7 năm 2013 công dân có hộ chiếu phổ thông của các quốc gia và vùng lãnh thổ sau có thể đến Kosova không cần thị thực 90 ngày trong mỗi chu kỳ 6 tháng:
| - Tất cả công dân Liên minh Châu Âu1 - Albania1 - Andorra - Antigua và Barbuda - Argentina - Úc - Bahamas - Bahrain - Barbados - Belize - Botswana - Brasil - Brunei - Canada - Chile - Colombia - Costa Rica - Dominica - El Salvador - Fiji - Grenada - Guatemala - Guyana - Honduras - Hồng Kông - Iceland - Israel - Nhật Bản | - Jordan - Kiribati - Kuwait - Lesotho - Liechtenstein - Macao - Macedonia1 - Malawi - Malaysia - Maldives - Quần đảo Marshall - Mauritius - Mexico - Micronesia - Monaco1 - Montenegro1 - Namibia - Nauru - New Zealand - Nicaragua - Na Uy - Oman - Palau - Panama - Papua New Guinea - Paraguay - Qatar - Samoa | - San Marino1 - Sao Tome và Principe - Ả Rập Xê Út - Serbia1 - Seychelles - Singapore - Quần đảo Solomon - Nam Phi - Hàn Quốc - Saint Kitts và Nevis - Saint Lucia - Saint Vincent và Grenadines - Swaziland - Thụy Sĩ - Đài Loan - Đông Timor - Tonga - Trinidad và Tobago - Thổ Nhĩ Kỳ - Tuvalu - Hoa Kỳ - Các Tiểu vương quốc Ả Rập Thống nhất - Uruguay - Vanuatu - Vatican - Venezuela |  |

1 - Có thể đến với thẻ căn cước sinh trắc học

Miễn thị thực với công dân của bất cứ quốc gia nào có thị thực nhập cảnh nhiều lần của khối Schengen hoặc thẻ cư trú sinh trắc học của quốc gia khối Schengen. Họ có thể ở lại Kosovo 15 ngày.

### Hộ chiếu ngoại giao và công vụ
Miễn thị thực 15 với người sở hữu hộ chiếu ngoại giao hoặc công vụ của các quốc gia sau:
- Ai Cập
- Indonesia
- Nga
- Trung Quốc
- Ukraina

Miễn thị thực với người có Laissez-Passer được cấp bở Liên Hợp Quốc đi làm nhiệm vụ.